# Les nenes no haurien de jugar a futbol
Les nenes no haurien de jugar a futbol és un telefilm dirigit per Sònia Sánchez segons un guió de Marta Buchaca. Gravada originalment en català, es va emetre per TV3 el 29 de novembre de 2015.

## Argument
Anna, una nena de 12 anys, Lídia, una dona d'uns 30 anys, i Josep, un home de 50 anys, aparentment sense parentiu entre ells, tenen un accident de trànsit mentre anaven en direcció a Sitges en el mateix vehicle. A la sala d'espera de l'hospital s'hi troben Toni, el xicot de Lídia, Sara, la filla de Josep, i la mare d'Anna, sense relació entre ells i sense entendre què feien tots tres en el mateix vehicle. Malgrat que inicialment es mostra un to amistós, aviat començaran les especulacions i fins i tot acusacions.

## Repartiment
- Sara Espígul 	... Sara
- Àurea Márquez... Mare
- Roger Casamajor... Toni
- Lluïsa Castell ... Mare Sara
- Anna Cortés ... Nena
- Miquel Rañé 	... Pare
- Anna Gonzalvo ... Lídia
- Roser Boladeras ... 	Infermera UVI
- Angie Rosales ... Infermera Pediatria
- Isabel Piera ... Infermera recepció
- David Matamoros ... 	Metge
- Eva Coll ... Mare hospital
- Gerard Piqué... Nen hospital

## Nominacions
Fou nominada al Gaudí a la millor pel·lícula per a televisió.